# Stefano Bettarello
Pas d'image ? Cliquez ici

a Compétitions nationales et continentales officielles uniquement.

b Matchs officiels uniquement.
Stefano Bettarello, né le 2 avril 1958 à Rovigo, en Vénétie, est un joueur de rugby à XV italien évoluant au poste de demi d'ouverture, qui a connu 55 sélections en équipe d'Italie entre 1979 et 1988 pour 483 points réussis.

## Biographie
Stefano Bettarello a honoré sa première cape internationale au plus haut niveau le 14 avril 1979 à L'Aquila (Italie) avec l'équipe d'Italie contre la Pologne. Le 3 décembre 1988 il a joué son dernier match international contre l'Australie. Il fut le premier italien à revêtir le maillot prestigieux des Barbarians, le plus célèbre club sur invitation. Il a commencé à jouer à Rugby Rovigo durant la saison 1976-1977 réussissant 26 points, l'année suivante il marquait 242 points. La saison 1978-1979 il remporta le championnat italien, inscrivant 157 points. Avec cette équipe, il a joué quatre saisons réussissant 1 356 points en 127 matches.

## Carrière

### Clubs successifs
- Rugby Rovigo : 1976-1980
- Mogliano Rugby SSD : 1980-1982
- Rugby Rovigo : 1982-1983
- Benetton Rugby Trévise : 1983-1990
- Livourne : 1990-1992
- Casale : 1993-1994

### Équipe nationale
- première cape internationale le 14 avril 1979 contre la Pologne.
- dernier match international le 3 décembre 1988 contre l'Australie.

## Palmarès
- championnat d'Italie : 1979

## Statistiques en équipe nationale
- 55 sélections (dont 11 non officielles contre France XV, Nouvelle-Zélande XV) avec l'Italie
- 483 points (7 essais, 46 transformations, 104 pénalités, 17 drops)
- Sélections par année : 6 en 1979, 8 en 1980, 4 en 1981, 5 en 1982, 8 en 1983, 5 en 1984, 7 en 1985, 7 en 1986, 3 en 1987, 2 en 1988.
- Coupe du monde de rugby disputée : aucune.